# Von der Erde zum Mond

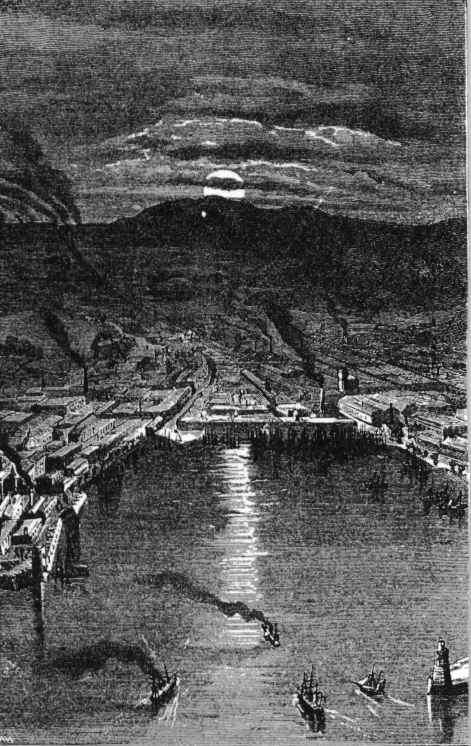
Illustration aus der Ausgabe von 1872 des Zeichners Henri de Montaut

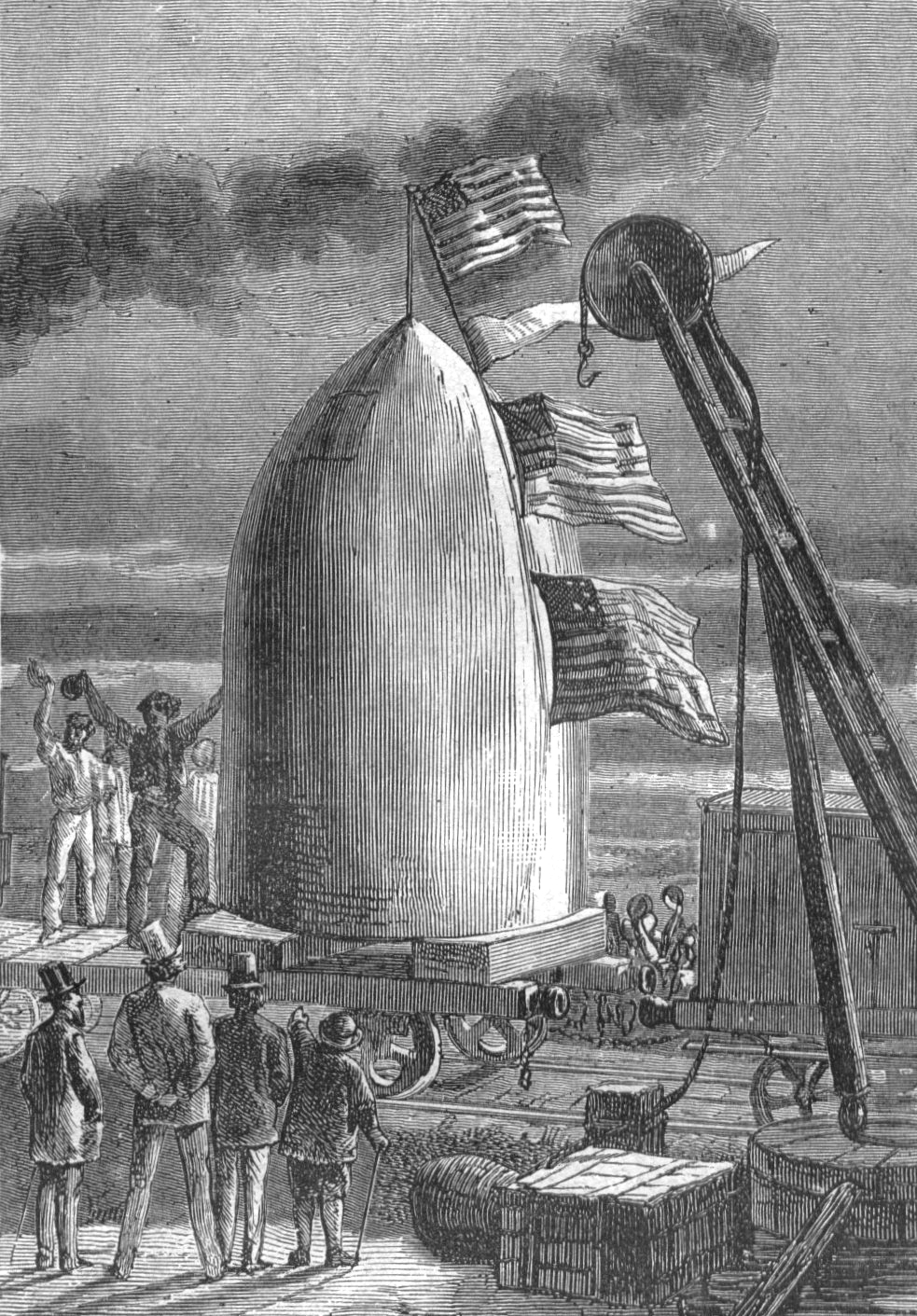
Die Anlieferung des Geschosses

Von der Erde zum Mond ist ein Roman des französischen Autors Jules Verne. Der Roman wurde erstmals 1865 unter dem französischen Titel De la Terre à la Lune von dem Verleger Pierre-Jules Hetzel veröffentlicht. Die erste deutschsprachige Ausgabe erschien 1873. Es handelt sich um ein frühes Werk des Science-Fiction-Genres, das die Mondfahrt um etwa hundert Jahre vorwegnimmt. Allerdings geht es hier vor allem noch um die Vorbereitung des Abenteuers. Der Roman Reise um den Mond (Autour de la Lune) von 1870 setzte die Geschichte fort.

## Handlung
Der Kanonenclub in Baltimore wurde während des Sezessionskrieges gegründet und versammelt Spezialisten für Geschütze in seinen Reihen. Sein Vorsitzender Barbicane und der Schriftführer, das mathematische Genie James T. Maston, fühlen sich nach dem Ende des Bürgerkrieges nicht ausgelastet. Sie berufen eine Versammlung ein, um ein neues Betätigungsfeld zu erschließen.
Nach Vorschlägen, einen neuen Krieg zu beginnen, um neue Waffen einsetzen zu können, einigt man sich auf den Vorschlag, mit einer Kanone ein Geschoss von der Erde zum Mond zu schicken. Das Projekt wird vorbereitet und führt zu großem Echo in allen Teilen der Welt. Sie planen unter anderem eine Granate mit einem Gewicht von 10.000 kg und einer Wandstärke von 60 cm aus Aluminium. Außerdem einigt man sich auf ein Geschützrohr von 270 m Länge, 2,70 m Innendurchmesser und einer Wandstärke von 1,80 m aus Gusseisen. Als Treibladung soll Schießbaumwolle verwendet werden.
Kapitän Nicholl aus Philadelphia, der als Konstrukteur von Panzerplatten ein natürlicher Gegner des Kanonenbauers Barbicane ist, versucht das Projekt durch eine Kampagne in der Presse zu diskreditieren und bietet Barbicane in einer Zeitungsanzeige verschiedene Wetten auf das Scheitern des Projektes an, die dieser annimmt. Als geeigneter Standort für die Kanone wird der Bundesstaat Florida ausgemacht, da dieser relativ nahe am Äquator liegt. Länder aus allen Teilen der Welt beteiligen sich an den Kosten des Projektes.
Die Kanone wird in eine eigens in den Boden gemauerte Form gegossen. 68.000.000 kg Grauguss müssen für das Projekt mit dem Schiff von New York herangeschafft werden. Zu dem Gussort der Kanone wird eine neue Eisenbahnstrecke für die Züge mit dem Material gebaut. Ein Telegramm von Michel Ardan (ein Wortspiel mit dem Namen von Vernes Künstlerfreund Nadar) aus Paris trifft ein. Darin fordert er, dass statt einer Kugel ein zylindrisch-konisches Geschoss gegossen werden soll, in dem er als Passagier mitfliegen will. Außerdem kündigt er seine Anreise mit einem Dampfschiff an. Ardan trifft schließlich ein. Nicholl und Barbicane verabreden sich zu einem Duell, um ihre Meinungsverschiedenheiten auszutragen. Die beiden können jedoch von den anderen zur Vernunft gebracht werden. Ein Versuchsschuss mit zwei Versuchstieren wird durchgeführt. Das Eichhörnchen wird von dem Kater gefressen; abgesehen davon verläuft dieses Experiment jedoch erfolgreich.
Eine Vorrichtung wird erdacht, mit der durch die Verdrängung von Wasser die Beschleunigung beim Start für die Astronauten abgemildert werden kann. Schließlich wird der Abschuss mit Barbicane, Nicholl und Ardan sowie zwei Hunden als Passagieren durchgeführt. Das Abfeuern der Kanone hat in der Umgebung schwerste Verwüstungen zur Folge. Der Flug wird mit einem Fernrohr auf dem Longs Peak in den Rocky Mountains auf dem Gebiet des US-Bundesstaates Colorado beobachtet. Wolken verhindern jedoch nach dem Abschuss die Sicht auf den Himmel. Nach einer Woche ist die Himmelsbeobachtung wieder möglich. J. M. Belfast sieht auf dem Longs Peak, dass das Geschoss den Mond verfehlt hat und um den Mond kreist. Diese Information schickt er sogleich per Telegramm weiter. Darauf begibt sich J. T. Maston selbst zum Longs Peak und scheint der Einzige zu sein, der die verzweifelte Situation nicht eingestehen will.

## Hintergrund
Viele Einzelheiten der ersten echten Mondfahrt hat Jules Verne vorausgesagt, wenn auch die Mondfahrer die Columbiade, eine riesige Kanone als Antrieb zur Raumfahrt, verwenden. Organisator der ersten Mondreise ist eine private Organisation, der fiktive Baltimore Gun Club, ein Verein von Artillerieexperten.
Die Astronauten starten wie die Saturn-V-Raketen der NASA in Florida und erneuern den Sauerstoff im Projektil chemisch, durch das Erhitzen von Kaliumchlorat. Am Projektil sind Bremsraketen installiert. Allerdings ist das von Verne beschriebene Szenario unmöglich, da die Detonationsgeschwindigkeit der verwendeten Schießbaumwolle und damit die Geschwindigkeit des Geschosses weit niedriger als die Fluchtgeschwindigkeit ist. Das Geschoss könnte die Erdanziehungskraft nicht überwinden und würde wieder auf die Erde zurückfallen. Auch mit einem besseren – hypothetischen – Sprengstoff wäre die Columbiade, sollte sie so eine große Masse bis zum Mond befördern, aufgrund ihrer Länge praktisch nicht realisierbar (wollte man die Besatzung höchstens der zwanzigfachen Erdbeschleunigung aussetzen, wäre das Rohr über 300 Kilometer lang, anstatt der im Buch genannten 270 Meter).
Das Werk beschäftigt sich hauptsächlich mit den Vorbereitungen der ersten Mondfahrt. Dabei stehen die drei späteren Raumfahrer Impey Barbicane, Kapitän Nicholl und Michel Ardan sowie ihre Freunde Major Elphiston und J. T. Maston im Zentrum. Die Mondfahrt selbst wird in der Fortsetzung Reise um den Mond beschrieben. Eine noch größere Kanone baut der Baltimore Gun Club in dem Roman Der Schuss am Kilimandscharo.
Jules Verne macht sich in diesem Roman über den schon damals offenbar virulenten Kanonenwahn der US-Amerikaner lustig. Auch Eigenschaften der Franzosen und anderer Völker bleiben vom Witz des Autors nicht verschont.

## Werksgeschichte

Hartleben-Ausgabe von 1876

Der Vorabdruck von De la Terre à la Lune. Trajet direct en 97 heures erfolgte vom 14. September bis zum 14. Oktober 1865 im Feuilleton-Teil der Zeitung Journal des Débats. Die Buchausgabe wurde am 25. Oktober 1865 im Verlag von Pierre-Jules Hetzel veröffentlicht. Am 31. Juli 1868 folgte unter dem Titel De la Terre à la Lune. Trajet direct en 97 heures 20 minutes eine mit 41 Stichen von François Pannemaker nach Zeichnungen von Henri de Montaut illustrierte Ausgabe.
Die deutsche Erstausgabe Von der Erde zum Mond: Directe Auffahrt in 97 Stunden wurde 1873 im Verlag der Gebrüder Légrády in Pest publiziert.

## Adaptionen
Jacques Offenbachs Oper Le voyage dans la lune aus dem Jahre 1875 ist eine freie Adaption des Stoffes. Dort werden drei Reisende in einer hohlen Muschel mit einer Kanone zum Mond geschossen. Verne wollte zunächst wegen Plagiats prozessieren, unterließ es dann aber doch.
Der 1902 erschienene Film Die Reise zum Mond des französischen Regisseurs Georges Méliès basiert teilweise auf Vernes Roman, da eine Kanone verwendet wird, ebenso die unlizenzierte Neuverfilmung von 1908 durch Segundo de Chomón. 1958 wurde der Roman unter der Regie von Byron Haskin mit Joseph Cotten, George Sanders, Debra Paget, Don Dubbins und Patric Knowles verfilmt. Die Produktion wurde von RKO Pictures begonnen, wegen deren Auflösung wurde der Film aber von Warner Bros. herausgegeben. Bei beiden Filmen lassen die Macher es sich jedoch nicht entgehen, die Mondfahrer tatsächlich auf dem Mond landen zu lassen.

## Deutsche Ausgaben (Auswahl)
- Von der Erde zum Mond: Direkte Fahrt in siebenundneunzig Stunden und zwanzig Minuten. Übersetzt von William Matheson. Mit 2 Karten und 41 Illustrationen von de Montaut, 12. Auflage, Diogenes, Zürich 1994, ISBN 3-257-20242-3.
- Von der Erde zum Mond: Direktflug in 97 Stunden 20 Minuten. Aus dem Französischen neu übersetzt und herausgegeben von Volker Dehs. Mit sämtlichen Illustrationen der französischen Original-Ausgabe, Deutscher Taschenbuch-Verlag, München 2008, ISBN 978-3-423-13643-3.
- Von der Erde zum Mond. Aus dem Französischen übersetzt von Joachim Fischer. Mit sämtlichen Illustrationen der französischen Original-Ausgabe, Weltbild Verlag, Augsburg 1994, ISBN 3-89350-627-6.
- Von der Erde zum Mond: mit sämtlichen Illustrationen der französischen Originalausgabe von 1865, Anaconda, Köln 2014, ISBN 978-3-7306-0162-4.